# 林鸿赉旧宅 (大理道)
林鸿赉旧宅是原天津中国银行副经理林鸿赉在天津的故居。位于当时的天津英租界的新加坡道（Singapore Road）（今和平区大理道42号），该建筑目前是一般保护等级历史风貌建筑。现为天津市文物管理中心和天津市和平区公用房屋管理所。

## 建筑
林鸿赉旧宅为三层砖木结构楼房，外立面为清水墙面，线条简洁，设计大方。旧宅室内设有菲律宾木地板和楼梯。

## 内部链接
- 林鸿赉旧宅 (常德道)